# Luca D'Ascia
Luca D'Ascia (Roma, 19 settembre 1964) è un italianista e critico letterario italiano.

## Biografia
Nel 1987 si è laureato in Letteratura italiana all'Università di Pisa con una tesi su "Erasmo e l'umanesimo romano"; nel 1991 ha conseguito il diploma di perfezionamento della Scuola Normale di Pisa con una dissertazione intitolata "Il Momus di Leon Battista Alberti".
Nel biennio 1993-1994 ha insegnato Lingua, letteratura e cultura italiana presso l'Università di Bielefeld in Germania.

Dal 1995 è ricercatore di Letteratura italiana presso la Scuola Normale di Pisa.
Ha condotto importanti studi sull'Umanesimo, in particolare sulla figura di Erasmo da Rotterdam, del quale ha anche tradotto e annotato diverse opere, compreso l' Elogio della follia (Milano, BUR, 1989; ultima ristampa 2012). Successivamente si è interessato anche di filosofia politica e questioni etnoculturali: nel 2005 ha pubblicato Esquirlas de Chiapas, dossier sulle rivendicazioni socioculturali delle comunità autoctone messicane, analizzando anche il concetto di "realismo figurale" nella cultura indigena.

## Opere principali
- Erasmo e l'umanesimo romano, Firenze, Olschki, 1991. ISBN 978-88-222-3883-2.
- Il nemico di casa: diversità culturale e conflitto politico, Bologna, Pendragon, 1999.
- Il Corano e la tiara. L'epistola a Maometto II di Enea Silvio Piccolomini (papa Pio II), prefazione di Adriano Prosperi, Bologna, Pendragon, 2001. ISBN 88-8342-101-9.
- Frontiere: Erasmo da Rotterdam, Celio Secondo Curione, Giordano Bruno, Bologna, Pendragon, 2003. ISBN 88-8342-257-0.
- Cuerpo e imagen en el Renacimiento, Medellín, Universidad de Antioquía, 2004.[4]
- Esquirlas de Chiapas, Bogotà, E. Ramìrez, 2005.
- Machiavelli e i suoi interpreti, Bologna, Pendragon, 2006. ISBN 88-8342-492-1.
- Tessendo la voce. Letteratura indigena contemporanea in Chiapas. Antologia e saggio critico, Roma, Aracne, 2009. ISBN 978-88-548-2405-8.